# Sumatra PDF

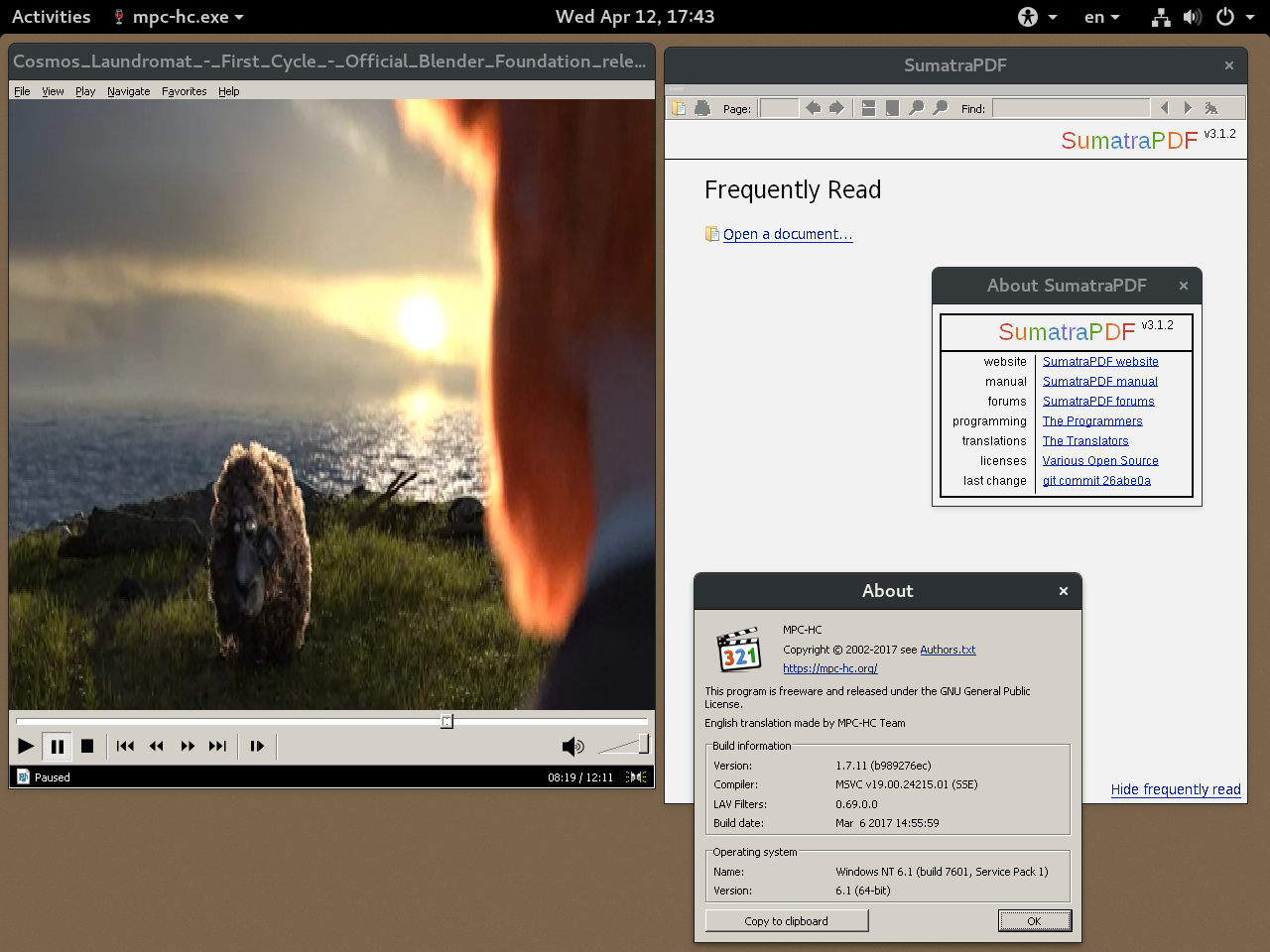
Запущені у WINE Sumatra PDF і Media Player Classic на Linux

Sumatra PDF — вільний і відкритий переглядач документів, який підтримує багато форматів документів, включно з: Portable Document Format (PDF), скомпільована HTML-довідка Microsoft (CHM), DjVu, EPUB, FictionBook (FB2), MOBI, PRC, Open XML Paper Specification (OpenXPS, OXPS, XPS) та файлами Comic book archive (CB7, CBR, CBT, CBZ). Якщо встановлено Ghostscript, він підтримує файли PostScript. Він розроблений ексклюзивно для Microsoft Windows, але може працювати на Linux за допомогою Wine.

## Можливості
Sumatra має мінімалістичний дизайн, простота якого досягається ціною широких можливостей. Для відтворення PDF він використовує бібліотеку MuPDF.
Sumatra було розроблено для переносного використання, так як він складається з одного файлу без зовнішніх залежностей, що робить його придатним для використання з зовнішнього носія USB без потреби встановлення. Це класифікує його як переносну програму для читання форматів PDF, XPS, DjVu, CHM, eBooks (ePub і Mobi) та Comic Book (CBZ і CBR)
Як характерно багатьом переносним програмам, Sumatra використовує малий дисковий простір. 2009 року Sumatra 1.0 мав 1,21 МБ файлу встановлення, порівняно з 32 МБ Adobe Reader 9.5. У січні 2017 року остання версія SumatraPDF, 3.1.2, мала єдиний виконуваний файл 6,1 МБ; у порівнянні Adobe Reader XI, який використовував 320 МБ дискового простору.
Обмеження використання формату PDF було реалізовано в Sumatra 0.6, що запобігає користувачам друкувати чи копіювати з документів, що обмежив його автор, форма керування цифровими правами. Ковальчик заявив: «I decided that [Sumatra] will honor PDF creator's wishes». Інші відкриті читачі, як-от Okular й Evince, роблять це опційним, а Debian виправляє програмне забезпечення для видалення цих обмежень, згідно зі своїми принципами взаємодійності та повторного використання.
Через версію 1.1 друк досягався растеризацією кожної сторінки PDF у бітову карту. Це мало наслідком дуже великі буферні файли та повільний друк.
Починаючи з версії 0.9.1, підтримуються гіперпосилання, вбудовані в документи PDF.
Sumatra багатомовний, із 69 перекладами за сприяння спільноти.
Sumatra підтримує SyncTeX, двонапрямний метод синхронізації джерел TeX і виведення PDF, вироблених pdfTeX або XeTeX. Починаючи з версії 2.5 (2014-05-05), Sumatra підтримує формат JPEG 2000.

## Розробка
Sumatra PDF написаний переважно двома учасниками: Кшиштофом Ковальчиком і Саймоном Бюнзлі. Початковий код розроблено двома мовами програмування, здебільшого на C++ з деякими компонентами на C. Початковий код надається з підтримкою для Microsoft Visual Studio.
Як і було вперше розроблено, коли Windows XP була поточною версією Windows, Sumatra спочатку мав деякі несумісності з ранніми версіями Windows. З тих пір підтримку Windows 95, 98 і ME було вилучено.
Спочатку Ковальчик не випускав 64-бітну версію Sumatra, зазначаючи, що, поки вона може пропонувати трохи більше швидкості та доступної пам'яті, він вірив на той час, що це значно збільшить плутанину користувачів і що переваги не переважать потенційні витрати. Проте, деякі користувачі запитали 64-бітні збірки Sumatra, а інші розробники скомпілювали неофіційні 64-бітні збірки, які завантажували документи швидше за 32-бітні збірки. Проте, розробник офіційних збірок просив, щоби неофіційні збірки не носили назву «Sumatra». У жовтні 2015 року було випущено офіційну 64-бітну версію Sumatra.
Початковий код Sumatra спочатку розміщувався на Google Code. Через юридичні обмеження США на експорт він був недоступним «in countries on the United States Управління з контролю за іноземними активами sanction list, including Cuba, Iran, North Korea, Sudan and Syria». Наразі початковий код розміщується на GitHub.

## Історія
Перша версія Sumatra PDF, призначена версією 0.1, засновувалася на Xpdf 0.2 та була випущена 1 червня 2006 року. Вона перейшла на Poppler з версії 0.2. У версії 0.4 вона змінилася на MuPDF для більшої швидкості та кращої підтримки платформи Windows. Poppler залишався як альтернативний рушій на деякий час, а з версії 0.6 до 0.8 він автоматично використовувався для відтворення сторінок, які MuPDF не міг завантажити. Poppler було вилучено у версії 0.9, випущеній 10 серпня 2008 року.
У липні 2009 року Sumatra PDF змінив свою ліцензію з GNU GPLv2 на GNU GPLv3 для відповідності тим самим ліцензійним змінам MuPDF.
Версію 1.0 було випущено 17 листопада 2009 року, після понад трьох років кумулятивної розробки. Версію 2.0 було випущено 2 квітня 2012 року, за два роки після випуску версії 1.0.
2007 року перші неофіційні переклади було випущено Ларсом Вольфартом до того, як Sumatra PDF отримав офіційну багатомовну підтримку.
У жовтні 2015 року версія 3.1 введено 64-бітну версію на додачу до їх оригінальної 32-бітної версії.

## Назва й ілюстрація

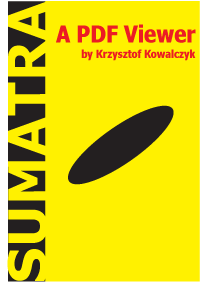
Ранній логотип Sumatra PDF, натхненний коміксом «Вартові»

Автор вказав, що вибір назви «Sumatra» не є даниною острову Суматра чи каві, заявляючи, що за назвою немає особливих міркувань.
Графічний дизайн Sumatra є даниною обкладинці графічного роману «Вартові» Алана Мура та Дейва Гіббонса.

## Критичні відгуки
Sumatra привернув до себе увагу за свою швидкість і простоту, за переносність, свої поєднання клавіш і відкриту розробку.
Колись Європейський фонд вільного програмного забезпечення рекомендував Sumatra PDF, але потім вилучив свою рекомендацію в лютому 2014 року через наявність невільно ліцензованого коду unrar у Sumatra. Представник фонду Хейкі Оджасильд пояснив: «while they continue to make use of the non-free library, SumatraPDF cannot be recognised as Free Software». Unrar було зрештою замінено вільною альтернативою у версії 3.0, роблячи його на 100 % вільним програмним забезпеченням.